# Dorin Giurgiuca
Dorin Giurgiuca (* 8. Dezember 1944 in Mihalț; † 4. Juni 2013) war ein rumänischer Tischtennisspieler. In den 1960er und 1970er Jahren nahm er an vier Weltmeisterschaften und mindestens fünf Europameisterschaften teil.

## Werdegang
Mit elf Jahren begann Dorin Giurgiuca mit dem Tischtennissport. Entdeckt und gefördert wurde er von Farkas Paneth. 1959 schloss sich der Linkshänder dem Verein CSM Cluj Napoca an.
Erste internationale Erfolge verzeichnete Dorin Giurgiuca als Jugendlicher. 1962 wurde er Jugendeuropameister im Einzel, im Doppel mit Adalbert Rethi und im Mixed mit Judith Crejec wurde er Zweiter. Zahlreiche Erfolge erzielte er bei den nationalen Meisterschaften Rumäniens. Rumänischer Meister wurde er zweimal im Einzel (1968, 1970), viermal im Doppel (1965–1967 mit Gheorghe Cobirzan, 1968 mit Radu Negulescu), fünfmal im Mixed (1963 mit Ella Zeller-Constantinescu, 1965–1967 mit Maria Alexandru, 1969 mit Carmen Crișan) und mehrmals im Mannschaftswettbewerb mit CSM Cluj Napoca. Mit CSM Cluj wurde er zudem viermal Europapokalsieger.
Bei den Balkanmeisterschaften gewann er zwischen 1963 und 1971 insgesamt acht Gold- und fünf Silbermedaillen. 1963, 1965, 1967 und 1973 wurde er für die Teilnahme an den Weltmeisterschaften nominiert. Dabei holte er 1967 im Mixed mit Maria Alexandru Bronze.
Erfolge vermeldete Dorin Giurgiuca auch bei den Europameisterschaften, insbesondere im Mixedwettbewerb mit der Partnerin Maria Alexandru. Hier erreichte das Paar 1966 das Halbfinale und 1968 das Endspiel.
In der ITTF-Weltrangliste wurde Dorin Giurgiuca 1965 auf Rang 14 geführt. 1994 verlieh ihm der Rumänische Tischtennisverband den Titel Honoured Master of Sports, damals die höchste Auszeichnung für Sportler.

## Turnierergebnisse
| Verband | Veranstaltung                         | Jahr | Ort       | Land | Einzel        | Doppel        | Mixed        | Team |
| ------- | ------------------------------------- | ---- | --------- | ---- | ------------- | ------------- | ------------ | ---- |
| ROU     | Balkan Meisterschaft                  | 1971 | Brasov    | ROU  | Halbfinale    |               |              |      |
| ROU     | Balkan Meisterschaft                  | 1968 | Skopje    | YUG  |               | Silber        | Silber       |      |
| ROU     | Balkan Meisterschaft                  | 1966 | Brasov    | ROU  | Gold          | Silber        | Silber       |      |
| ROU     | Balkan Meisterschaft                  | 1965 | Sofia     | BUL  | Gold          | Gold          | Gold         | 1    |
| ROU     | Balkan Meisterschaft                  | 1964 | Athen     | GRE  |               | Gold          | Gold         | 1    |
| ROU     | Balkan Meisterschaft                  | 1963 | Athen     | GRE  | Silber        |               |              |      |
| ROU     | Europameisterschaft                   | 1968 | Lyon      | FRA  | letzte 16     | Viertelfinale | Silber       |      |
| ROU     | Europameisterschaft                   | 1966 | London    | ENG  | Viertelfinale |               | Halbfinale   |      |
| ROU     | Europameisterschaft                   | 1964 | Malmö     | SWE  | letzte 16     |               |              |      |
| ROU     | Jugend-Europameisterschaft (Junioren) | 1962 | Bled      | YUG  | Gold          | Silber        | Silber       |      |
| ROU     | Weltmeisterschaft                     | 1973 | Sarajevo  | YUG  | letzte 32     | letzte 64     | keine Teiln. | 15   |
| ROU     | Weltmeisterschaft                     | 1967 | Stockholm | SWE  | letzte 32     | letzte 32     | Halbfinale   | 9    |
| ROU     | Weltmeisterschaft                     | 1965 | Ljubljana | YUG  | letzte 64     | letzte 16     | letzte 16    | 11   |
| ROU     | Weltmeisterschaft                     | 1963 | Prag      | TCH  | letzte 32     | letzte 16     | letzte 32    | 13   |